# Бёре-Боге
Бёре́-Боге́ (фр. Beurey-Bauguay) — коммуна во Франции, находится в регионе Бургундия. Департамент коммуны — Кот-д’Ор. Входит в состав кантона Пуйи-ан-Осуа. Округ коммуны — Бон.
Код INSEE коммуны — 21068.

## Население
Население коммуны на 2010 год составляло 140 человек.
| 1962 | 1968 | 1975 | 1982 | 1990 | 1999 | 2010 |
| ---- | ---- | ---- | ---- | ---- | ---- | ---- |
| 123  | 123  | 100  | 80   | 86   | 91   | 140  |

## Экономика
В 2010 году среди 75 человек трудоспособного возраста (15—64 лет) 63 были экономически активными, 12 — неактивными (показатель активности — 84,0 %, в 1999 году было 69,6 %). Из 63 активных жителей работали 57 человек (36 мужчин и 21 женщина), безработных было 6 (1 мужчина и 5 женщин). Среди 12 неактивных 4 человека были учениками или студентами, 4 — пенсионерами, 4 были неактивными по другим причинам.